# Gmina Nowogrodziec
Gmina Nowogrodziec je polská městsko-vesnická gmina v okrese Bolesławiec v Dolnoslezském vojvodství. Sídlem gminy je město Nowogrodziec. V roce 2020 zde celkem žilo 15 229 obyvatel.
Gmina má rozlohu 176,3 km² a zabírá 13,5% rozlohy okresu. Skládá se z 29 starostenství.

## Části gminy
StarostenstvíCzerna, Gierałtów, Godzieszów, Gościszów, Kierżno, Milików, Nowa Wieś, Parzyce, Wykroty, Zabłocie, Zagajnik, Zebrzydowa
Sídla bez statusu starostenstvíBieniec